# Gaianus
Gaianus († 348) war ein spätantiker römischer Jurist des 4. Jahrhunderts. 
Beerdigt wurde er am 2. August 348 vom eigenen Vater; ein Christusmonogramm auf dem Grabstein zeigt seine religiöse Zugehörigkeit. Seine Grabinschrift rühmt ihn ob seiner Erfolge (felicitas) und dadurch erworbenen Ehre. Anlässlich eines Besuches von Kaiser Konstantin dem Großen von Juli bis September 326 in Rom stellte sich Gaianus dem Herrscher als Rechtsberater (iuris consultor) zur Verfügung. In der Prosopography of the Later Roman Empire wird vermutet, unter der Beschreibung des Gaianus als amicus („Freund“) des Prinzeps sei konkret eine Tätigkeit als comes consistorianus („Comes im kaiserlichen Rat“) zu verstehen.
Das Epitaph befand sich auf dem Petersplatz, musste aber entfernt werden, als im 15. Jahrhundert die dortigen Kolonnaden errichtet wurden. Heute ist die Inschrift verschollen, der Text wurde aber noch vor der Entfernung durch Aldus Manutius und durch Giovanni Bembo abgeschrieben, sodass er auf diesem Wege erhalten geblieben ist.